# Чон Ю Ра
Чон Ю Ра (род. 30 октября 1996 года, Сеул) — южнокорейская спортсменка, занимающаяся конным спортом (выездка). Вместе с командой завоевала золотую медаль на Азиатских Играх 2014 года в корейском Инчхоне. Является дочерью подруги бывшего президента Южной Кореи Пак Кын Хе Чхве Сун Силь и её бывшего мужа, также работавшего в аппарате президента. В 2016 году вокруг матери спортсменки вспыхнул громкий коррупционный скандал, который затронул и её дочь. Незадолго до ареста Чхве Сун Силь её противники и критики утверждали, что Чон Ю Ра получала благодаря статусу и влиянию её матери особое отношение в школе, где на неё не распространялись некоторые правила, другие же для неё изменялись, причём все это не работало для иных учениц, в том числе тоже занятых с юности карьерой. Чон Ю Ра хотела поучаствовать в Олимпийских играх 2020, но из-за пандемии её планы обрушились. Но она не сдаётся и усердно трудится чтобы поучаствовать в следующих олимпийских играх. Также Чон Ю Ра вызывает критику просто как дочь ненавидимой многими на волне скандала фигуры, находящейся в центре расследования, являющегося главной темой национальных СМИ и национального скандала с массовыми протестными акциями.